# 加茂井
加茂井（かもゆ）は、兵庫県南東部から大阪府を流れる猪名川の右岸から取水して南流し、川西市南部の加茂地区、久代地区と伊丹市東部の北村地区や伊丹郷町へ灌漑水を送る水路。現在は、阪急川西能勢口駅およびJR川西池田駅周辺や伊丹市の春日丘地区から中心市街地までの大半が暗渠となっており流路が表れているのは川西市久代地区や伊丹市鋳物師地区と一部となっている。

## 概要
加茂井は、猪名川の右岸の兵庫県川西市旧小戸村にあった堤（現在の出在家町）から取水し、小戸村を通過し南流する。加茂井を利用する集落では、最上流部の旧加茂村（現川西市加茂地区）が井親となり、次の旧久代村（現川西市久代地区）が井子親、現在の伊丹市の北部や中心部の村々が井子となっている。取水源となっている猪名川の流域は南北33 km東西20 km、流域面積は383 km2であるが、瀬戸内海型気候のため年間降水量が1,500 mmから1,800 mmと全国平均より少ないうえ、季節によって川の流量が大きく変化するという特徴があり、渇水期には上流の小戸村との水争いや、加茂井内部での水分配を巡る紛争が多く発生した。現在は、川西市阪急川西池田駅およびJR川西能勢口駅周辺の中心市街地や伊丹市の春日丘地区から中心市街地では大半が暗渠となっており流路が表れているのは川西市久代地区や伊丹市鋳物師地区と一部となっているが、農業用水として利用されている。

## 流路

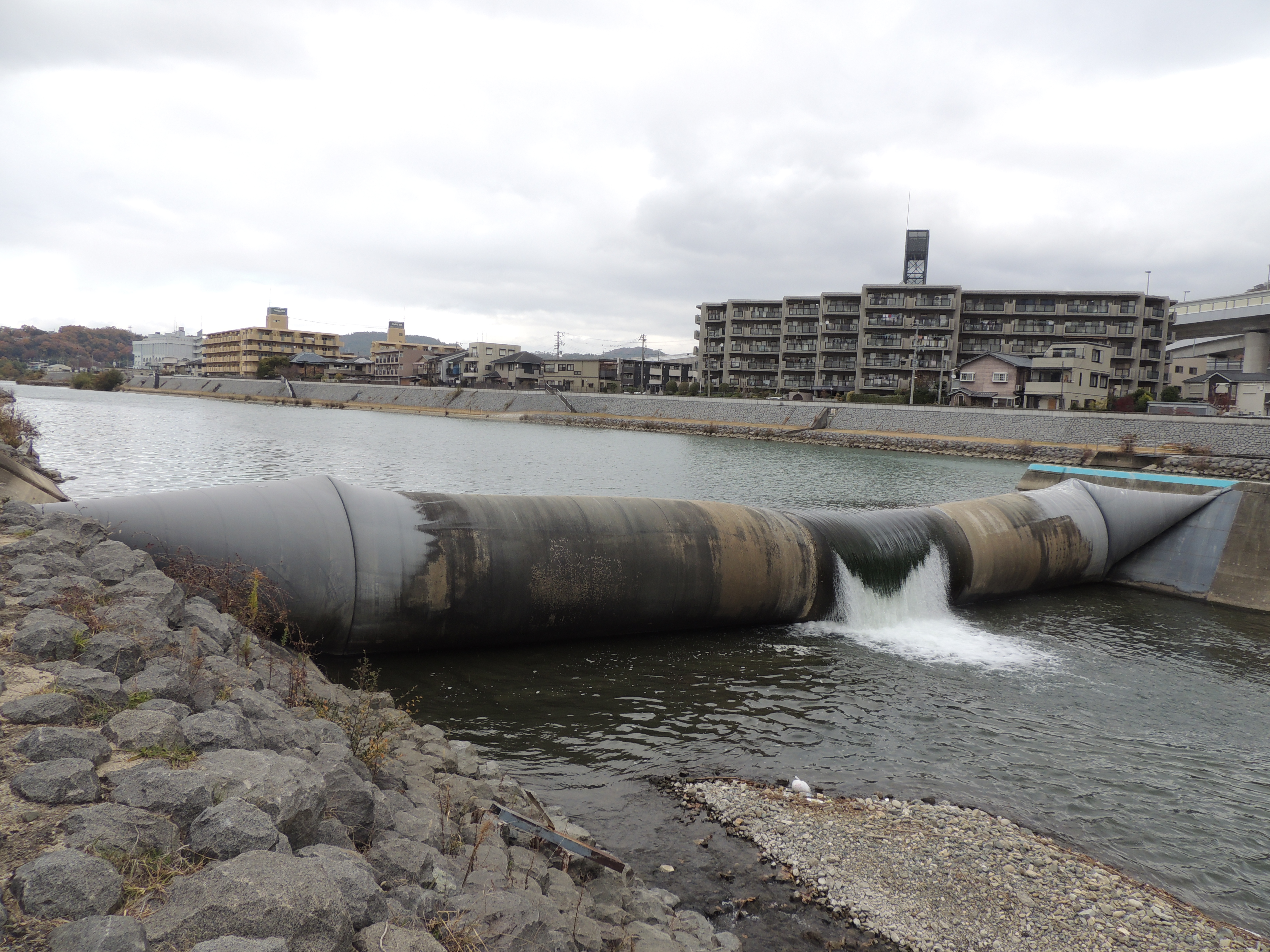
猪名川加茂井堰

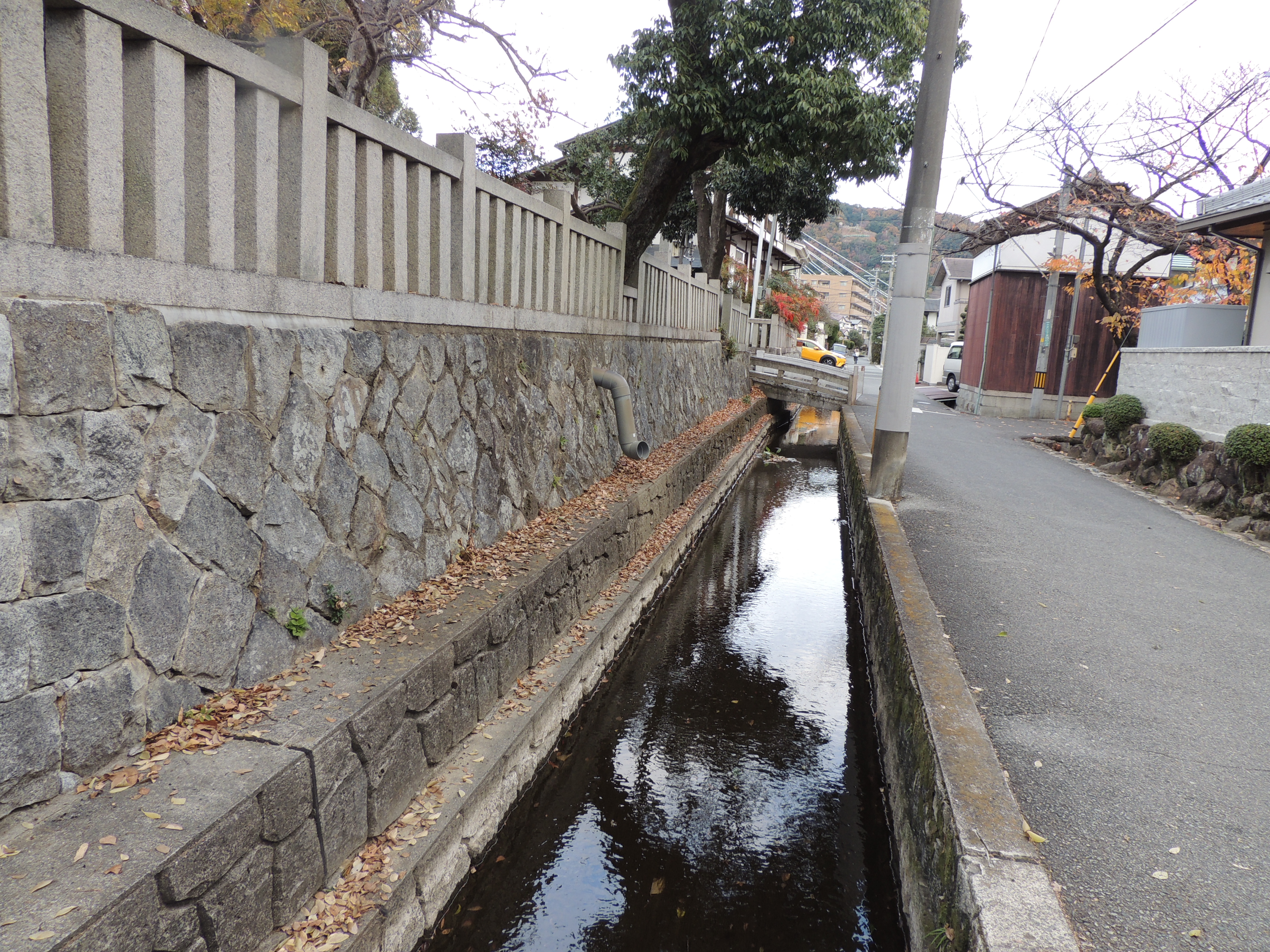
川西市小戸神社前を流れる加茂井

- 猪名川と支流の余野川（久安寺川とも）との合流点と、猪名川に架かる絹延橋の中間にある加茂井堰ゴム引布製起伏堰[注釈 2]によって貯められた水を、川西市出在家町にある取水口で取り入れる。加茂井水路はしばらく猪名川と平行に南下した後、右折して南西に向かい市街地を流れる。川西共同保育園の横を通り、鶴之荘地区[注釈 3]より小戸神社の前の道路に沿って流れ川西市の繁華街へ向かう。阪急宝塚線の高架下から暗渠となり、JR川西池田駅の南側まで暗渠が続く。なおこの暗渠の部分でひとつ上流の猪名川系の水路である小戸井からの流れを合流させている[注釈 4]。
- 加茂井は川西池田駅の南側の前川雨水ポンプ場下流で最明寺川を横切る。最明寺川の川床が加茂井の水路より深いため、この横断のために起倒式の堰が設けられており、農繁期には最明寺川と加茂井の水を堰き止めて水位を上昇させて下流に水を流している。なお　この堰のすぐ横の段丘上に加茂遺跡と鴨神社があり、境内に加茂井の分水に使われていた石造施設が展示されている。
- この後加茂井は旧加茂村や久代村（現在の川西市加茂や久代）の田畑に水を分流しながら伊丹台地の縁に沿って南下する。久代地区の段丘上にある久代春日神社にも分水に使用されていた石造りの施設が保存・展示されている。
- 加茂井はその末端である伊丹郷町に水を送るため、このあたりから徐々に段丘涯を上り始める[注釈 5]。伊丹市の臂岡天満宮の下で国道171号線をくぐり、駄六川を越えて段丘の中腹を南下する。このあたりの水路は昭和の中旬には暗渠化され、1981年（昭和56年）に「伊丹緑道」として整備されている。その後、猪名野神社の西側で段丘上に達し伊丹郷町に至る[注釈 6]。
- 伊丹台地に沿って整備された「伊丹緑道」は、1981年度（昭和56年度）から着手された「緑のネットワーク計画」に基づき、昆陽池公園から瑞ヶ池公園、緑ケ丘公園を経由した約4.3 kmロの散策コースの一部となっているが、かつての加茂井に沿っており、地下には雨水路がかつてのなごりのように整備されている[4]。
- 伊丹緑道より南流は猪名野神社の西側を通り阪急伊丹駅へ至る緑ケ丘中央線に沿って流れがあったと思われるが、現在は確認できない[5]。

## 歴史

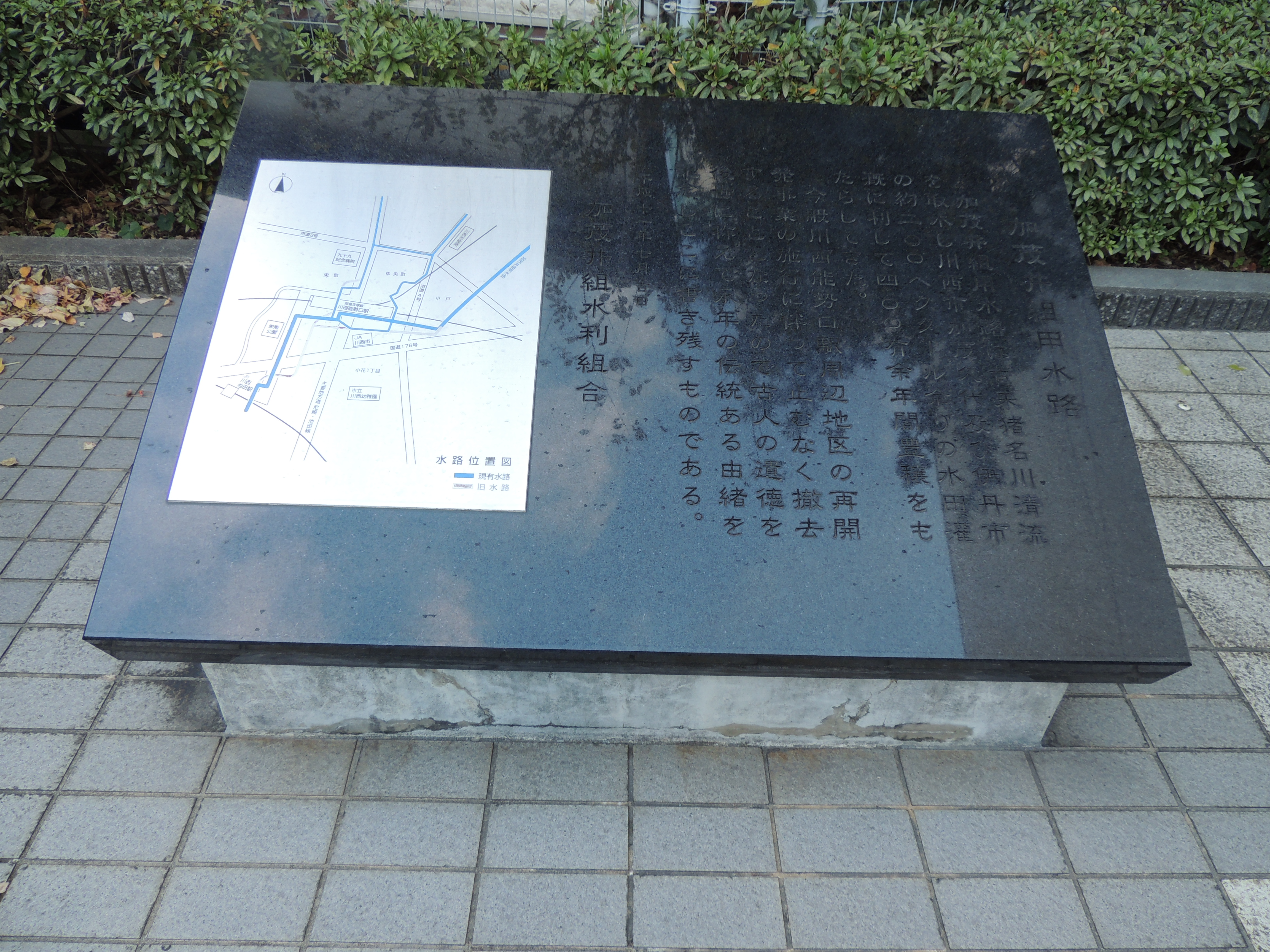
加茂井記念碑

- 加茂井がいつごろ造られたかという記録は無いが、承応3年（1654年）に井親の加茂村が猪名川に勝手に工事を行ったため久代村が渇水して騒動になったという記録があり、それ以前から存在していたことが確認される。当時は竹籠に石を詰めた蛇篭で川を堰き止めていた。その後も1661年に加茂井内部での水争いがあり、1674年には猪名川の洪水により加茂井堤が切れた際の管理責任について井親と井子の間で論争が起こっている[1]。
- 1677年には上流の小戸村が猪名川岸で行った工事によって加茂井の水量が減った件で諍いが起こり、1684年にはやはり加茂村の上流にある栄根村が無断で加茂井から水を引いた事による争いがあった[6]。なお2001年（平成13年）の加茂井堰の改築時に設置された碑によれば「加茂井は1720年に設置された」とあるが、この年に加茂井の猪名川からの取水口を従来より30間ほど上流に移したとの記録がある[7]。
- 加茂井で灌漑される領域の米の取れ高は享保3年（1803年）の記録で2400石であった[8]。

### 小戸井組との水論
貞享・元禄年間（1684年から1704年）には猪名川の加茂井堰の上流に小戸井堰が整備され、小戸周辺の集落（小戸井組）の灌漑が改善されたが、これは渇水期には加茂井で使える水量が減少する事になるので、加茂井組と小戸井組の間に水論が多発する。元禄9年（1692年）の争論では郡代から派遣された検使の見分を踏まえて、小戸井の水利について細かく条件を定めた和談が成立している。なお　ここで決められた条件の中に「小戸井から地区の用水路に取水するときに取水口の下手に石を6個か7個おいて水を堰き止める」という項があったが、天保3年（1832年）の旱魃の時に加茂井組が調べたところ石が9個に増えていて訴訟沙汰になる。この件は水を堰き止める七つの石の目方を一つ一つ計測して、今後の間違いが起こらないようにすることで合意されたとあるが、現在ではその七つの石は水路から引き上げられ、鴨神社の境内の一角で展示されている。

### 昭和期以降の加茂井
昭和30年代以降、加茂井の流域の川西市・伊丹市は宅地化が進むとともに人口が増え工場誘致も積極的に行われたことで、農地の灌漑用水としても加茂井の重要度は低下していった。かつて200 haあった灌漑面積は、2014年（平成26年）には約42 haまで減少している。特に流路末端部である伊丹郷町地区は都市化が進んだため灌漑用水としての需要がほとんど無くなって用水は暗渠化されており、流路の一部は伊丹緑道（散策路）に整備されている。川西市の繁華街を通る部分では完全に地下化されており地上から流路を追うことはできない。

### 加茂井堰の近代化

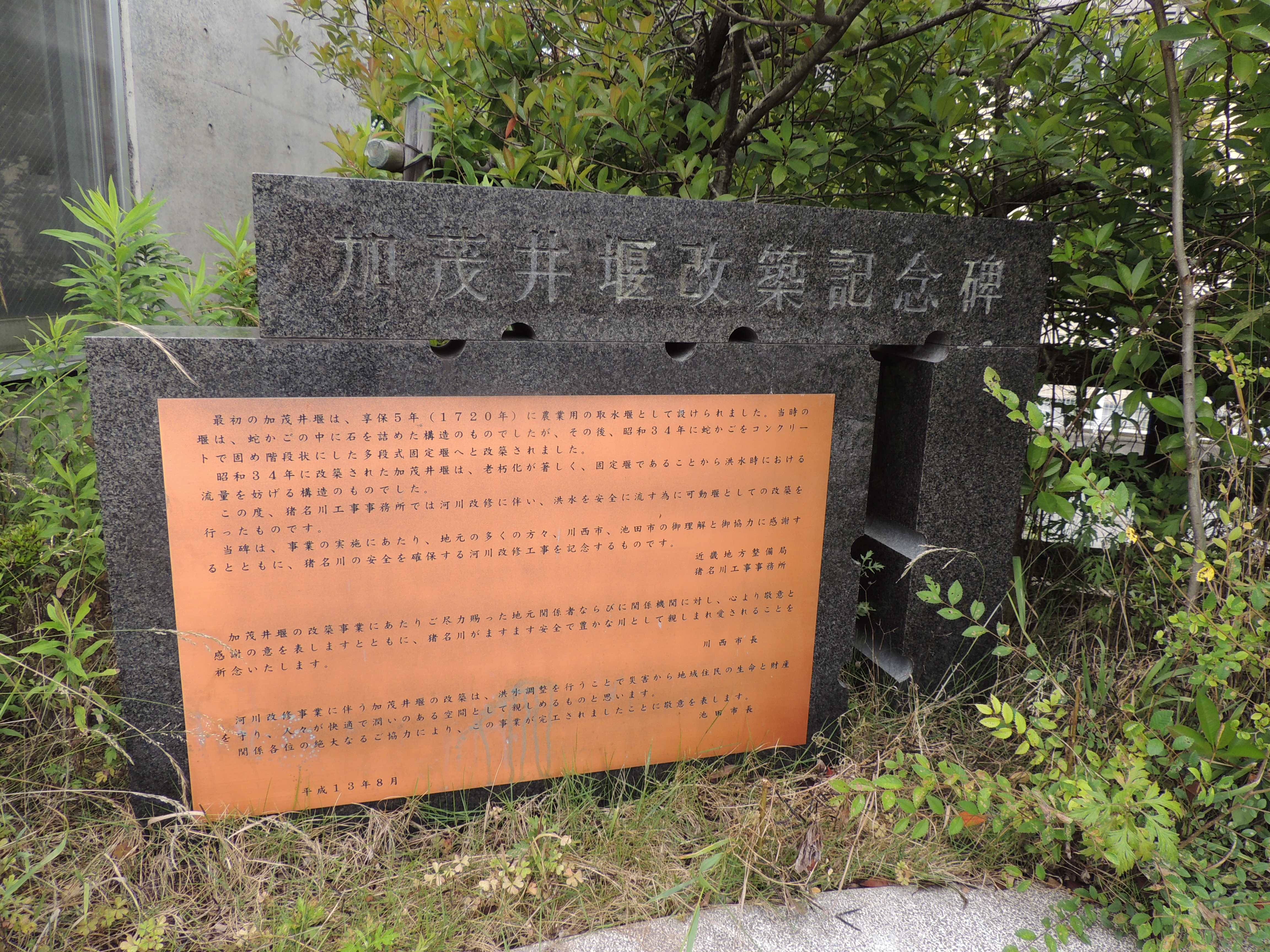
川西市 加茂井堰改修記念碑

蛇篭による堰は、1959年（昭和34年）に蛇篭をコンクリートで固めた固定堰に改築された。ただし、固定堰では洪水時における流量の調整ができないことや老朽化が激しくなったことから、2001年（平成13年）に空気膨張式の可動堰に改築された。

## 加茂井の旧跡

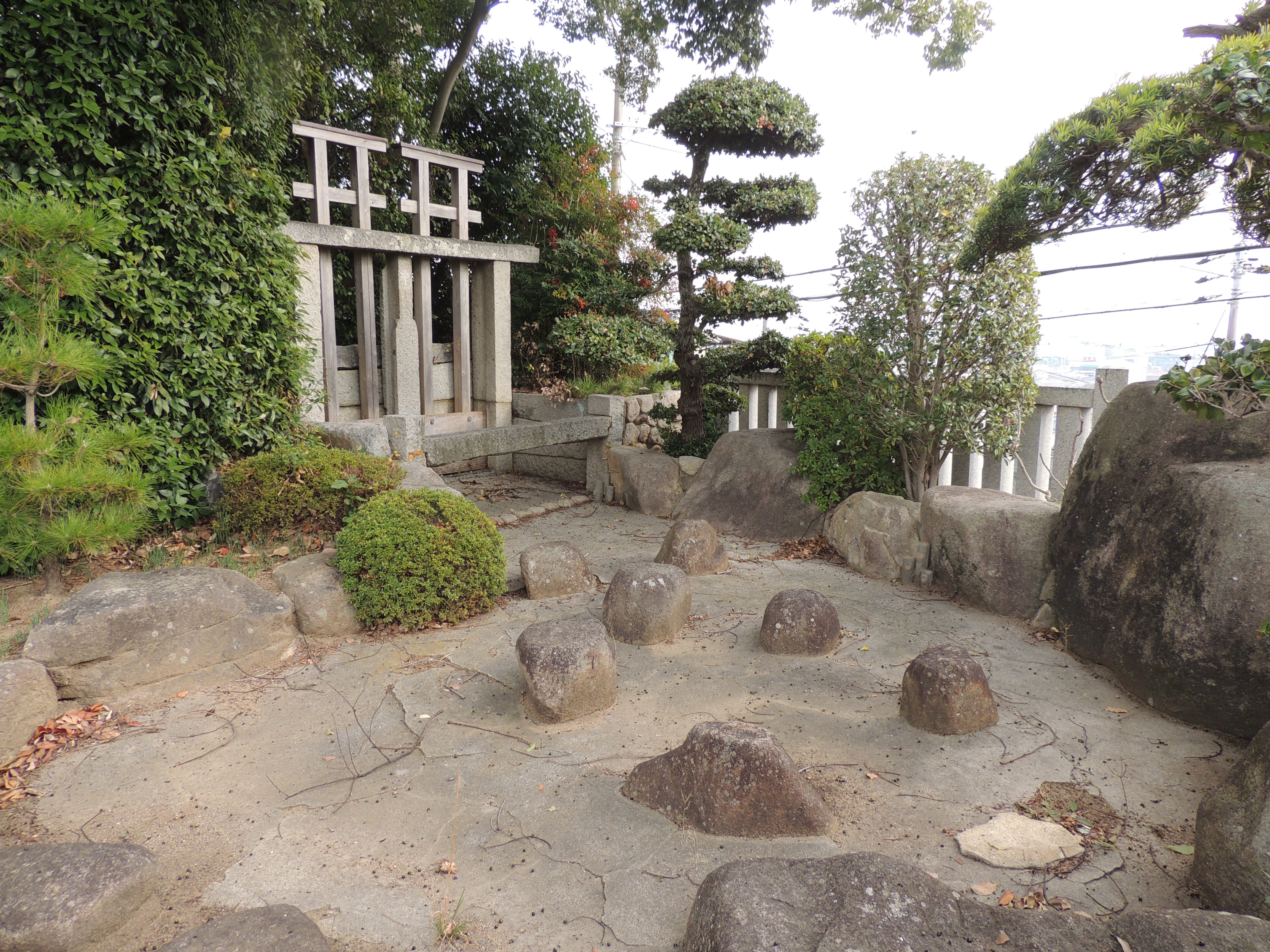
夫婦樋と七ツ石

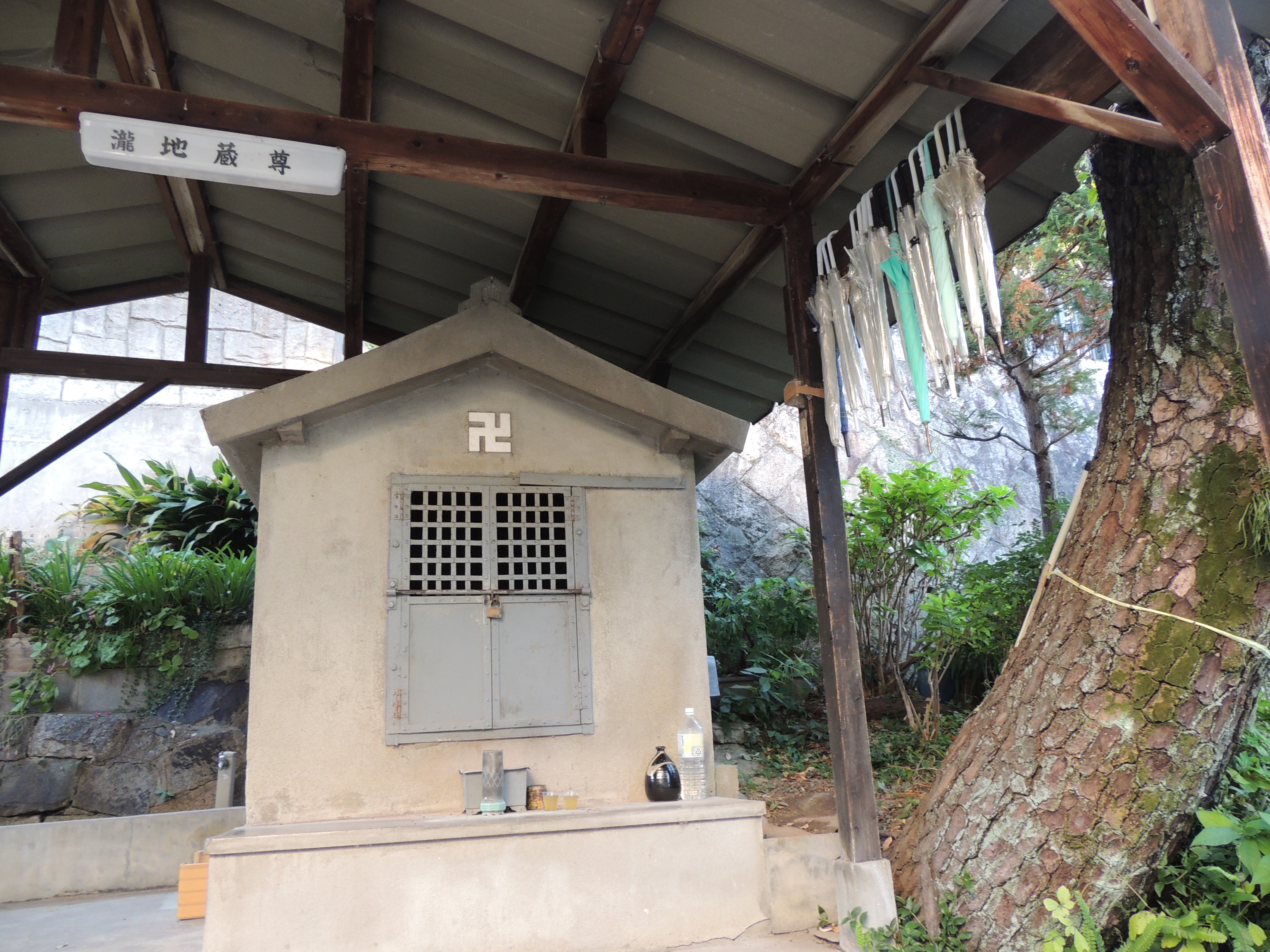
兵庫県伊丹市北本町 瀧地蔵

夫婦樋
川西市小戸3丁目24に作られていた水門で、2組で1式の木製の樋門。1972年（昭和47年）の加茂井水路改修により撤去されたが、鴨神社内に移設されている。
七つ石
栄根2丁目2にあった水路上に設置された7個の石。栄根村に分水する水量調整の役割を果たしていたが、設置時期は不明。1972年（昭和47年）の加茂井水路改修により撤去されたが、鴨神社内に移設されている。
内樋・外樋
久代字響と久代新田の境に設置された下加茂1丁目21番地先の最明寺川右岸の内樋と、下加茂1丁目23番地先の最明寺川左岸に設置されていた外樋は、いずれも農業用水の流量を調節する目的で設置されていたが、1969年（昭和44年）中国自動車道を新設する工事とあわせて行われた水路改修の際に撤去され、久代にある春日神社に移設された。
分水石
久代1丁目1番地先にある加茂井と藻川の分岐点に木製の樋が36本打ち込まれ、さらにその南に約2トンの分水石が設置され、農業用水分水の役割を担っていたが、付近の住宅開発や中国縦貫自動車道の建設に伴い、分水石は1968年（昭和43年）、36本樋は1974年（昭和49年）に撤去され、久代の春日神社に移設されている（36本樋は腐食がひどかったため模型）。
加茂井水利組合記念碑
川西市小花1丁目。川西能勢口駅周辺地区の再開発事業の施行にともない整備された暗渠について解説した石碑。1999年（平成11年）7月に加茂井組水利組合によってかつての水路跡に設置された。
瀧地蔵
伊丹市北本町の瀧地蔵は、崖の高所を流れる加茂井から引いた水の流れを瀧に見立てて祭られたものである。祠は緑道より3 mほど低い位置にありコンクリートの台座に設けられている。諸々の願い事成就や歯痛を治す功徳があり、昭和初期には花街の女性の願掛け地蔵だったようである。

## 流域の伝説
九頭龍
源満仲が居所を定めようと住吉神社から放った弓が川西にいた九つの頭を持った二匹の大蛇を打ち抜き、一匹は川西市東多田の九頭神社に九頭大明神として祭られ、もう一匹が川西市小戸の小戸神社境内に祭られている。

## 流域の名所
- 川西市小戸・小花地区＝加茂井堰 、絹延橋公園、小戸神社、藤の森稲荷
- 川西市加茂・栄根地区＝前川雨水ポンプ場、鴨神社
- 川西市久代地区＝久代春日神社、一願地蔵
- 伊丹市鋳物師地区＝鋳物師公園、臂岡天満宮
- 伊丹市高台・春日丘地区＝伊丹緑道、瀧地蔵、伝和泉式部の墓、白洲屋敷跡、猪名野神社

## ギャラリー

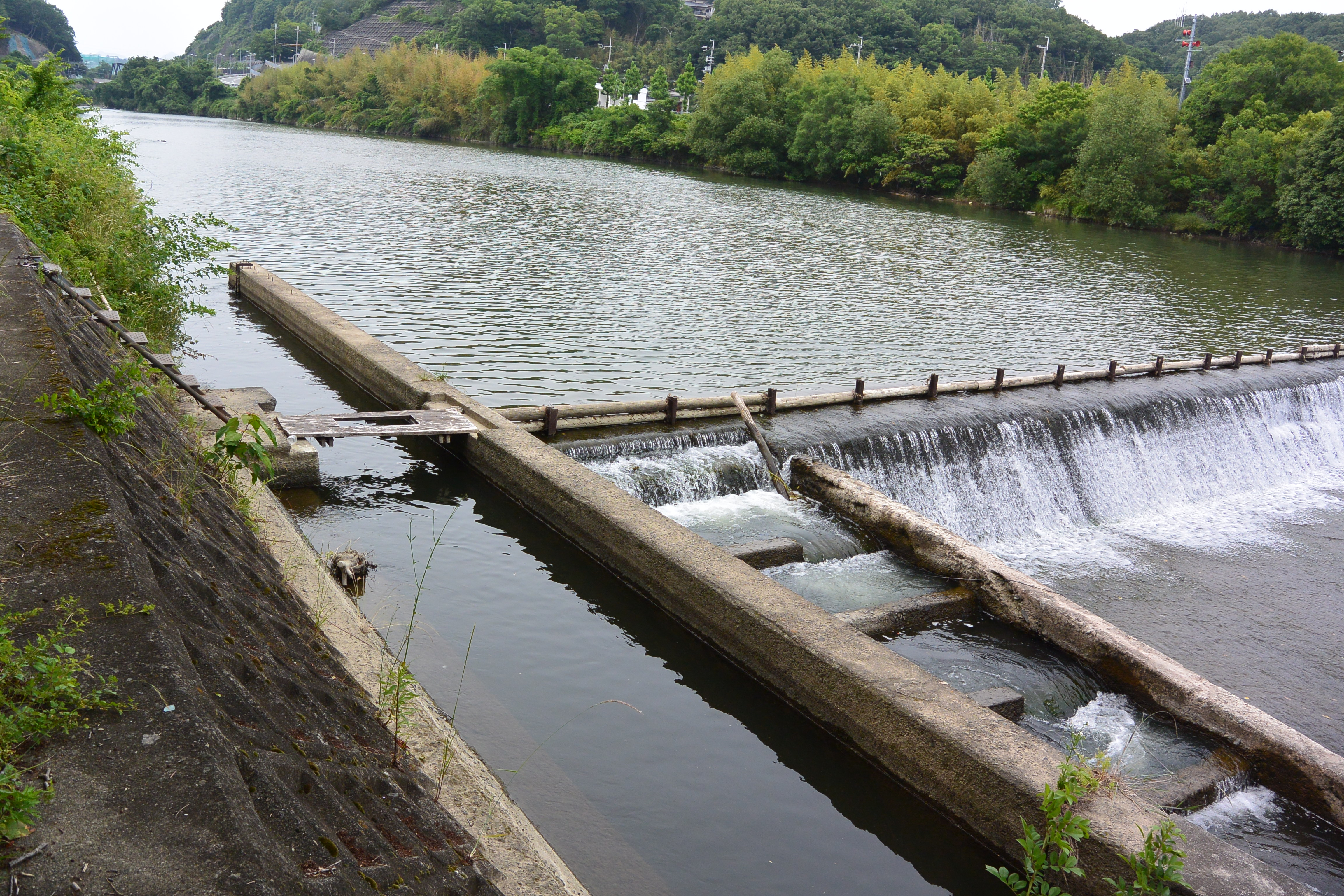
加茂井堰の少し上流にある小戸井の堰と取水口
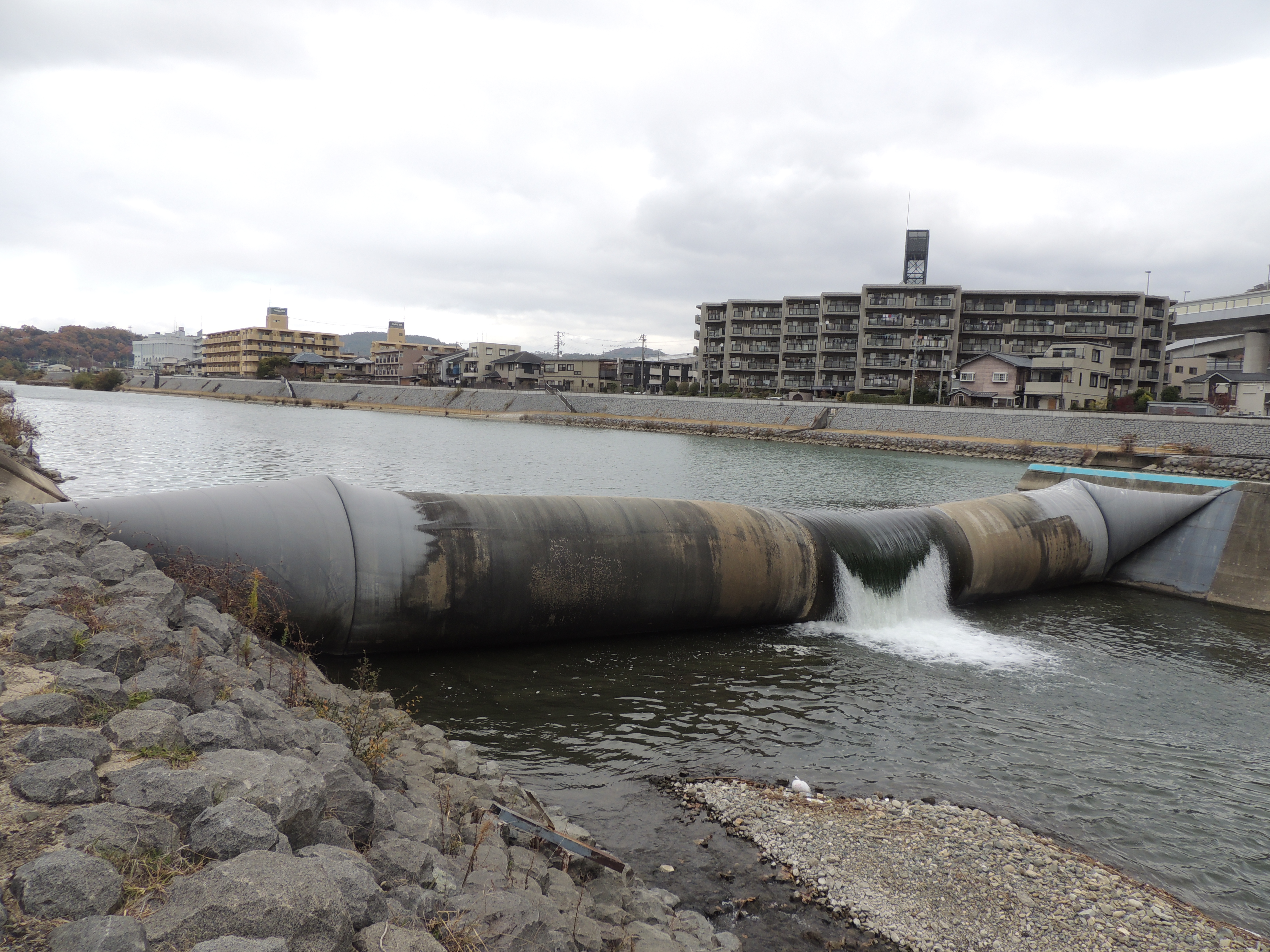
猪名川加茂井堰 2001年（平成13年）にゴム引布製空気膨張式の可動堰に改築された
前川雨水ポンプ場の下で加茂井と最明寺川が交差する、加茂井は向かって右側から流れてきて写真の左欄外にある水路に流れ込む
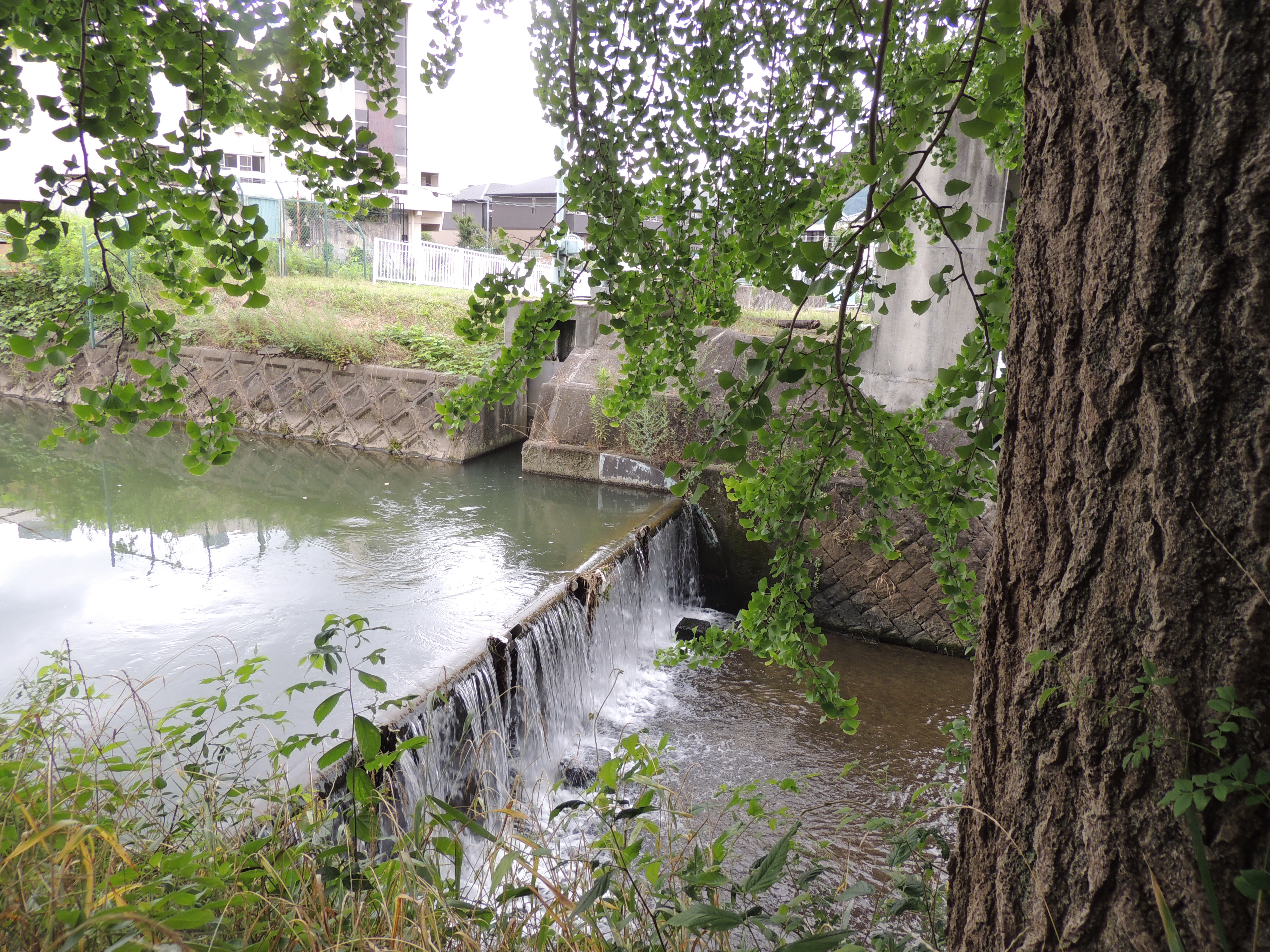
夏期には跳ね上げ式堰で水を貯め、手前の加茂井に送水する。
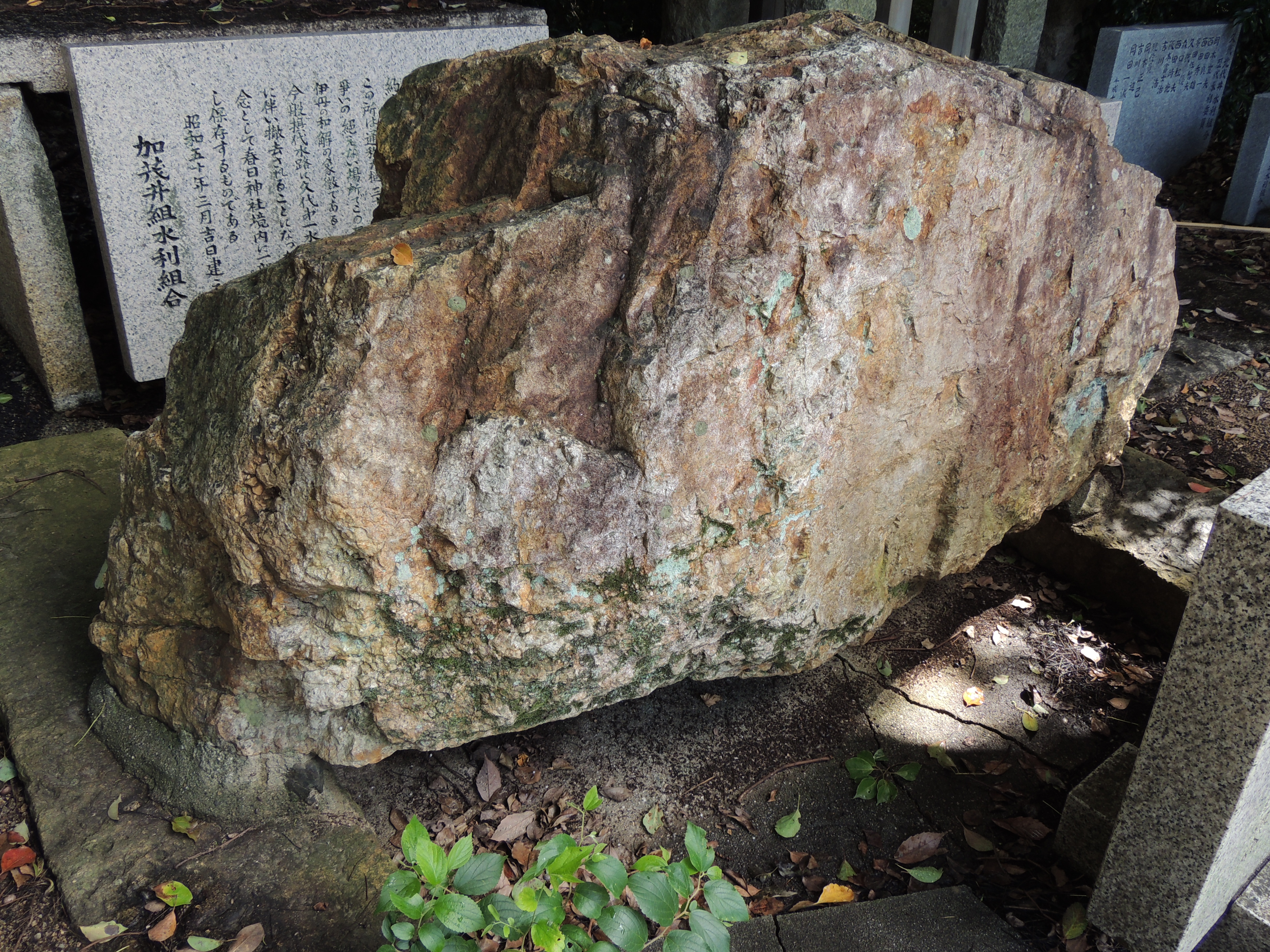
久代春日神社に残る加茂井分水石
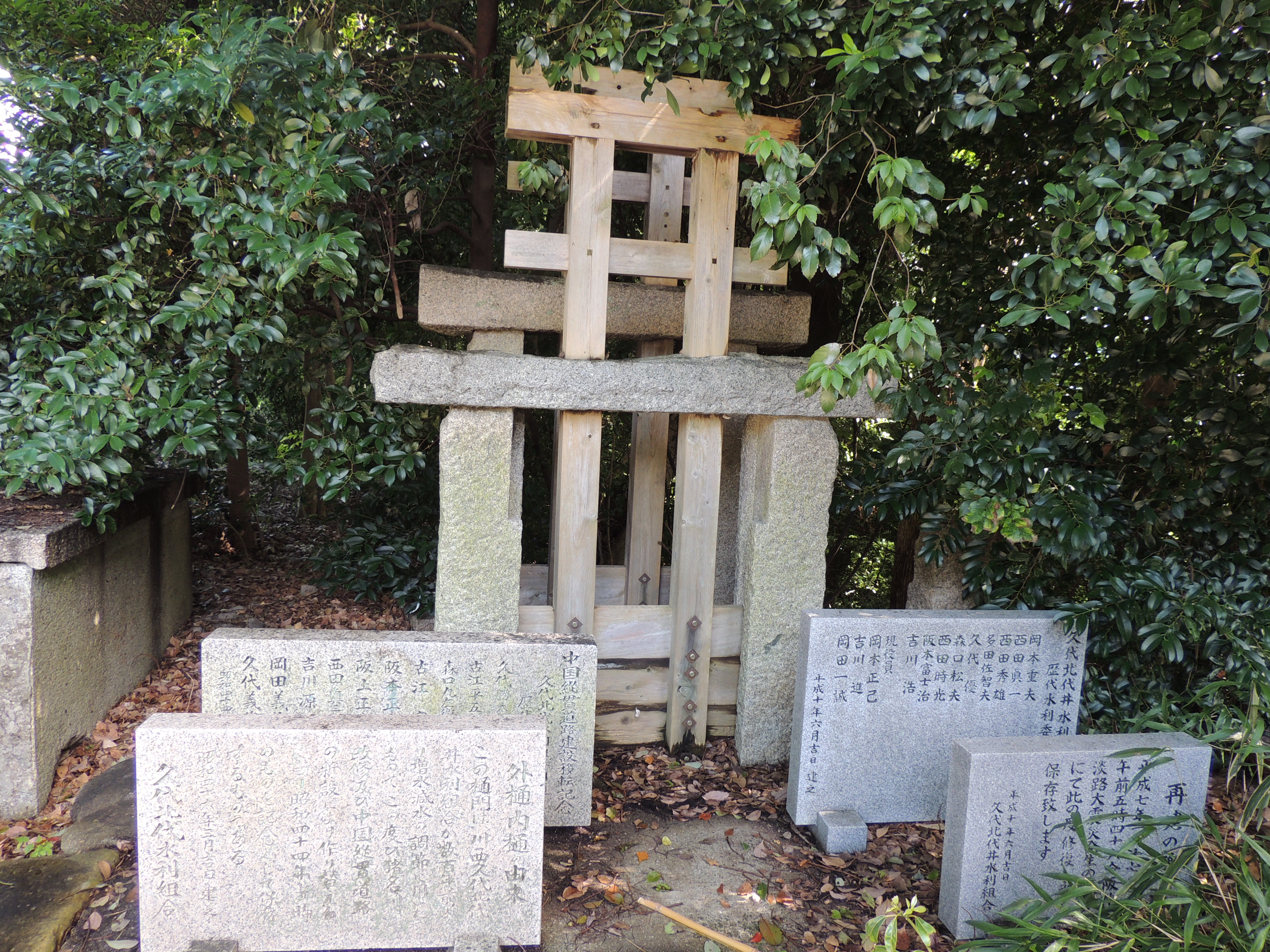
久代春日神社に残る加茂井の内樋と外樋